# 綠色小指蝦蛄
綠色小指蝦蛄（学名：Gonodactylellus viridis）为指蝦蛄科小指蝦蛄屬下的一个种。其种加词“viridis”意为“绿色的”。